# Trilogia della vita

Pier Paolo Pasolini

La Trilogia della vita o Trittico della vita è una composizione di tre film girati dal poeta, regista e sceneggiatore Pier Paolo Pasolini tra il 1971 e il 1974: Il Decameron, I racconti di Canterbury e Il fiore delle Mille e una notte.

## Genesi e organizzazione delle opere
L'idea nacque già nella fine degli anni sessanta, dato che in Italia la borghesia condannava il sesso e gli atti osceni, finendo quasi per sprofondare di nuovo nell'ottica che vi era nel Medioevo. Pasolini volle denunciare questo fatto. Non era la prima volta che nei suoi film apparivano scene di nudo, ma il regista aveva deciso ormai di consacrare questo pudore in tutta la sua perfetta bellezza e purezza. Però Pasolini pensò che riunire un gruppo di attori e far loro girare solamente scene di nudo sarebbe stato uno scandalo immane senza arte e senza pudore. Perciò il regista s'ispirò ad alcune delle novelle più significative, giocose e riflessive di Giovanni Boccaccio per la stesura del suo primo film: Il Decameron, tratto appunto dal Decamerone. Gli attori dei tre film erano quasi tutti sconosciuti al pubblico cinematografico, infatti Pasolini li volle scegliere dai quartieri poveri di Roma e dalle borgate di un tempo, proprio per far comprendere che dei personaggi possono essere interpretati non solo da gente ricca e bella, ma anche da persone semplici.
I protagonisti in assoluto nei film erano Franco Citti e Ninetto Davoli. Anche questi erano gente semplice, tuttavia Pasolini già da una decina d'anni li conosceva perfettamente: Citti (oltre a numerosi film girati negli anni Sessanta, si pensi ad Accattone) grazie al fratello Sergio che aiutò Pasolini nella regia in molti film, e l'altro lo conobbe con Totò durante le riprese del poetico Uccellacci e uccellini (1966). Nei tre film Citti e Davoli interpretano i personaggi chiave della sceneggiatura: nel Decameron Citti è Ser Ciappelletto e Davoli impersona Andreuccio da Perugia, ne I racconti di Canterbury il primo è un diavolo inquisitore e Davoli interpreta un buffone che ricorda molto la figura di Charlot interpretata da Chaplin. Nell'ultimo film: Il fiore delle mille e una notte Franco Citti è sempre un demone crudele che agisce per colpa di un malcapitato, mentre Davoli è Aziz, il protagonista della novella-chiave.
Con questa trilogia Pasolini intendeva formulare un inno alla vita, che esaltasse la vita dell'uomo libero senza freni, incentrata sulla ricerca del piacere e del diletto in un'atmosfera parallela e fantasiosa, proprio come dei fanciulli, sebbene le giuste precauzioni.

## Il Decameron

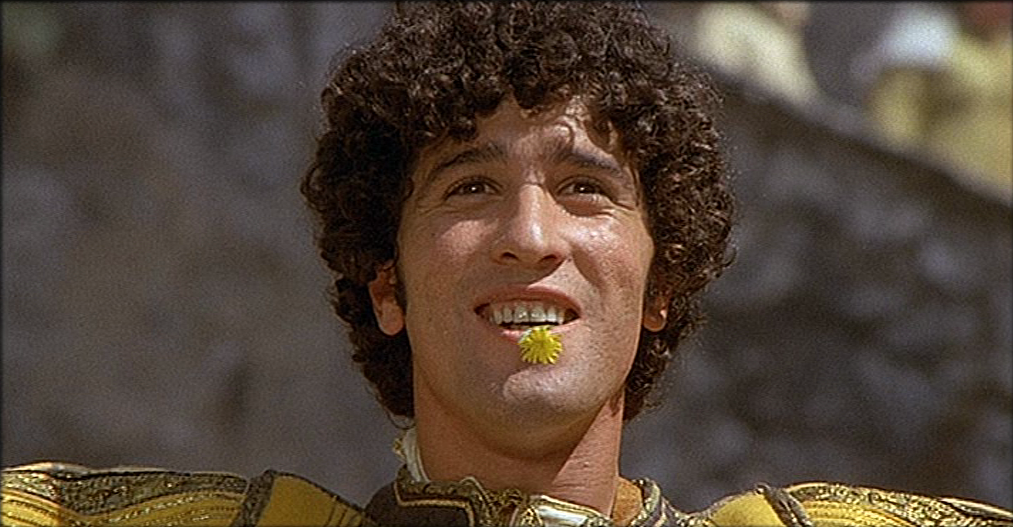
Ninetto Davoli nel ruolo di Andreuccio da Perugia in una scena del Decameron

Durante l'estate del 1970 scrisse la sceneggiatura di dieci novelle tratte, tra quelle tragico-comiche, dal Decamerone di Boccaccio che ambienterà nel mondo napoletano.
Vuole essere Il Decameron il primo del trittico che Pasolini "dedica alla vita". Nel settembre dello stesso anno iniziò a girare a Casertavecchia le prime riprese per proseguire, con Ser Ciappelletto, a Napoli e a Bressanone. Era la prima volta che appariva in un film il corpo nudo di un uomo.
(Dichiarazione di Pasolini riguardo al Decameron)
La struttura del film è divisa in due tempi segnati da un brillante intermezzo nel quale viene presentata la figura di un allievo di Giotto, interpretato dallo stesso Pasolini, il quale è stato incaricato di dipingere un affresco dedicato alla Madonna. Il filo delle novelle riprende proprio mentre il pittore inizia l'opera, come se stesse proprio lui, attraverso il pennello, tracciando un nuovo filo di racconti. L'ambientazione delle intere novelle è a Napoli e dintorni, voluta proprio dal regista, in quanto tale città è rimasta incorrotta e inviolata nella cultura e nelle usanze attraverso i vari cambiamenti durante i secoli. Inoltre Napoli è stata anche la città dove Boccaccio, recatosi lì da giovane, compose le prime opere e trovò i primi amori. Infatti la lingua parlata da tutti i personaggi del film è il puro napoletano.

## I racconti di Canterbury
Per questo film, girato nel 1972, Pasolini s'ispirò alle novelle di Geoffrey Chaucer, anch'egli poeta e scrittore che si basava sulle tematiche giocose e intriganti, sulla fortuna e il destino dell'uomo già formulate da Boccaccio. La sceneggiatura originale comprendeva nove novelle, ma di seguito ne furono girate solo otto. L'ambiente e i personaggi appaiono più aggraziati e coscienti del proprio destino, sebbene molti di loro siano ancora fortemente attaccati al senso della vita e al piacere fisico. Ad esempio si notino la Novella del mugnaio o del legnaiolo o ancora quella di Perkin il festaiolo con Davoli.
Anche in questo film Pasolini interpreta un ruolo: quello dello stesso Chaucer, condottiero della combriccola di pellegrini diretti a Canterbury. Sebbene i personaggi delle novelle siano più rigorosi e composti, ma sempre di carattere spiritoso e giocoso, Pasolini pare manifestare più di tutti felicità e spiritosaggine. Il suo personaggio rispecchia quello di un allegro giocoliere intento a dilettare il pubblico con le sue azioni e racconti, tuttavia spesso nel film si lascia troppo andare e così una donna lo invita a riprendere il filo delle novelle.

## Il fiore delle Mille e una notte
Il film, girato nel 1974, è il più complesso. I racconti sono presi dalle novelle arabe de Le mille e una notte e si alternano in un intrigo celestiale e pittoresco che ha come incipit l'amore tra due servi: Nur ed-Din e la bella Zumurrùd. Originalmente il film doveva avere un prologo e doveva essere diviso in due tempi segnati da un intermezzo, ma in seguito la sceneggiatura venne modificata con la presentazione iniziale dei servi. La ragazza Zumurrùd viene rapita e portata in un palazzo dove, sotto mentite spoglie, viene scambiata per un uomo e diventa re di Baghdad. Nur ed-Din giunge per caso in quella città intento a riprendersela, ma viene accolto da alcune ancelle che gli raccontano, per consolarlo, delle novelle. Aziz e Aziza sono due personaggi incastonati come diamanti in questi racconti e la loro forse è la storia d'amore più passionale del film. Il ragazzo, sebbene desideroso di sposare l'altra, è innamorato di una fanciulla misteriosa che, invece di comunicargli apertamente il suo desiderio, si limita a mandargli messaggi amorosi che Aziz non riesce a comprendere. Cieco dall'infatuazione, Aziz sfrutta Aziza per farsi decifrare i messaggi e alla fine riuscirà anche a conquistare la ragazza, senza accorgersi che Aziza sta morendo lentamente per il dolore del tradimento, senza farlo notare al ragazzo, affinché questi continui i suoi incontri amorosi notturni.